# Thamnophilus tenuepunctatus
Thamnophilus tenuepunctatus е вид птица от семейство Thamnophilidae. Видът е световно застрашен, със статут Уязвим.

## Разпространение
Видът е разпространен в Еквадор, Колумбия и Перу.